# Mastigolejeunea
Mastigolejeunea là một chi rêu trong họ Lejeuneaceae.